# Петрушевська Людмила Стефанівна
Людмила Стефанівна  Петрушевська ( 26 травня 1938, Москва) — російська письменниця, поетеса, драматург.

## Біографія
Народилась 26 травня 1938 року в Москві у сім'ї службовця. Онука лінгвіста М. Ф. Яковлєва, який створив писемність для деяких народів СРСР. Під час війни жила у родичів, а також в  дитячому будинку під Уфою.
Після війни повернулась до Москви, закінчила факультет журналістики МДУ. Працювала кореспондентом московських газет, співробітницею видавництв, з 1972 року — редактором у Центральній студії телебачення.

## Творчість
Петрушевська рано почала складати вірші, писати сценарії для студентських вечорів, тоді вона навіть не задумувалась про письменницьку діяльність.
У 1972 році у часописі Аврора опубліковано перший твір автора — оповідання «Крізь поля». З цього часу проза Петрушевської не друкувалась більше десяти років. Видавати її твори почали тільки у часи «перебудови».
Перші п'єси були помічені самодіяльними театрами: п'єса «Уроки музики» (1973) була поставлена у 1979 році  Романом Віктюком у театрі-студії БК «Москворечье», а також В. Голіковим у театрі-студії ЛГУ й майже відразу заборонена (надрукована лише у 1983 році).
У Львові театр «Гаудеамус» поставив її п'єсу «Чинзано». Професійні театри почали ставити п'єси Петрушевської у 1980-і роки: одноактна п'єса «Любов» в Театрі на Таганці, «Квартира Коломбіни» в «Современник», «Московський хор» в МХАТі. Довгий час письменниця змушена була працювати «в стіл» — редакції не могли публікувати оповідання й п'єси про «тіньові сторони життя»  Не припиняючи роботи, створюючи п'єси-жарти («Анданте», «Квартира Коломбіни»), п'єси-діалоги («Стакан води», «Ізольований бокс»), п'єсу-монолог («Пісні XX століття», що дав назву збірці її драматургічних творів).
Проза Петрушевської продовжує драматургію письменниці в тематичному плані й у використанні художніх прийомів. Її твори — це своєрідна енциклопедія жіночого життя від юності до старості.

## Антиколоніалізм
Антиімперський дискурс прози і драматургії Петрушеської докладно проаналізувала Ева Томпсон у своїй праці «Трубадури імперії: російська література і колоніалізм»: 
Російська політична влада, її сибірські багатства й мистецькі центри метрополії, її палаци, площі, танцювальні ансамблі та пам'ятники не мають анінайменшого значення для людей, які, зрештою, є тим єдиним, що має справжнє значення в суспільстві. Держава хвора, а її зусилля бути військовою потугою та тримати першість у справах культури реалізуються коштом людей […] навіть Солженіцин, який звинуватив владу в нещастях Росії, не може дорівнятись до неї. Російські кордони й російський міжнародний престиж не мають для неї найменшого значення, тоді як вони мають значення для Солженіцина. Петрушевська захищає право на особисте життя, а не відданість «рóдине», і в цьому вона різко відходить від традицій російської художньої літератури

## Твори
- «Пригоди Віри»,
- «Історія Клариси»,
- «Донька Ксени»,
- «Країна»,
- «Кто дасть відповідь?»,
- «Містика»,
- «Гігієна»
- «Така дівчина, совість світу»
- «Побачення»
- «Бідне серце Пані»
- та багато інших.

У 1990 році був написаний цикл «Пісні східних славян», у 1992 — роман «Час ніч». Пише казки як дорослим, так і дятям:
- «Жив-був будильник»,
- «Ну, мама, ну!» — «Казки, розказані дітям» (1993);
- «Маленька чарівниця»,
- «Ляльковий роман» (1996).

Людмила Петрушевська живе та працює в Москві.